# Trichobathra triplogramma
Trichobathra triplogramma là một loài bướm đêm trong họ Noctuidae.